# 蔣欣 (羽毛球運動員)
蔣欣（1969年1月18日—），已退役中國男子羽球運動員。
1994年，蔣欣與張瑾一起贏得印尼羽球公開賽混合雙打冠軍。1994年，他與黃展忠一起贏得中國羽球公開賽男子雙打冠軍。1995年，兩人又贏得泰國羽球公開賽男子雙打冠軍，並在中國羽球公開賽衛冕成功。
1995年，蔣欣代表中國贏得蘇迪曼盃冠軍。

## 外部連結
- 蔣欣在世界羽球聯盟的登錄資料